# Diecezja Ciudad Altamirano
Diecezja Ciudad Altamirano (łac. Dioecesis Civitatis Altamirensis) – diecezja Kościoła rzymskokatolickiego w Meksyku. 

## Historia
27 października 1964 roku  papież Paweł VI konstytucją apostolską Populo Dei erygował diecezję Ciudad Altamirano. Dotychczas wierni z tym terenów należeli do diecezji Acapulco, Chilapa, Tacámbaro i Toluca.
11 października 1985 diecezja utraciła część swego terytorium na rzecz nowo powstającej diecezji Ciudad Lázaro Cárdenas.

## Główne świątynie
- Katedra: Katedra św. Jana Chrzciciela w Ciudad Altamirano

## Biskupi diecezjalni
- Juan Navarro Ramirez (1965 - 1970)
- Manuel Samaniego Barriga (1971 - 1979)
- José Lizares Estrada (1980 - 1987)
- José Raúl Vera López OP (1987 - 1995)
- Carlos Garfias Merlos (1996 - 2003)
- José Giles Vázquez (2004 - 2005)
- Maximino Martínez Miranda (2006 - 2017)
- Joel Ocampo Gorostieta (od 2019)